# 더글라스 바
더글러스 바(Douglas Barr, 1949년 5월 1일 ~ )는 미국의 배우, 각본가, 영화 감독이다.
시더래피즈에서 태어났다.

## 작품 목록
- 노스폴 (2014년)
- 시크릿 오브 더 마운틴 (2010년)
- 더 젠센 프로젝트 (2010년)
- 더 노트 (2007년)
- 포 더 러브 오브 어 차일드 (2006년)
- 클론 (1997년)
- 수수께끼 (1996년)
- 커버 걸 킬러 (1993년)
- 살인 목격 (1993년)
- 녹색 화성인 (1990년)
- 세 여자의 결혼 이야기 (1990년)
- 마법사 맥케이 (1986년)
- 초능력의 신비 (1980년)

### 영화 연출
- 퍼펙트 바디 (1997년)
- Switched at Birth (1999)
- 여섯 쌍둥이는 괴로워 (1999, Half a Dozen Babies)
- 결혼준비 대작전 (2005, Confessions of an American Bride)

### 영화 각본
- 템프테이션 (1994, Temptation) - 출연 겸임

### 영화 출연
- 악령의 리사 (1981)
- 템프테이션 (1994, Temptation)

### 텔레비전 출연
- 더 폴 가이 (1981-86)
- 사랑의 유람선 (1982)
- 호텔 - 시리즈 (1985)